# Promysis
Promysis (лат.) — род ракообразных семейства Mysidae из отряда Мизиды.

## Описание
Представители рода отличаются от других мизид следующими признаками: тельсонова щель находится на вершине, край щели гладкий, пара перистых щетинок присутствует или отсутствует на её переднем конце; передний и предпоследний членики эндоподита 4-го плеопода самца имеют по одной крупной шиповидной щетинке, последний членик оканчивается двумя короткими шиповидными щетинками; эндоподит уропод с рядом шипов по внутреннему краю, некоторые из них очень большие и выступающие. Антенны с ланцетовидными чешуйками, по всему периметру щетинистые. Плеоподы самцов двуветвистые, 1-я пара с многочлениковым экзоподом и неразделённым эндоподом, 2-5-я пары с многочлениковыми экзоподом и эндоподом; экзопод 4-го плеопода удлинён с видоизмененными щетинками. Первый переопод (ходильная нога) имеет хорошо развитый экзопод (внешняя ветвь), карпопроподы эндопода (внутренняя ветвь) с 3-й по 8-ю ветвь переопод делится на подсегменты, и на эндоподе уропод (задних придатках) есть статоцисты.

## Классификация
Род Promysis был впервые выделен в 1850 году и включает представителей, обитающих на прибрежных глубинах и литорали, с длиной тела около 7 мм.
- Promysis atlantica W. Tattersall, 1923 — Атлантика (на глубине от 2 до 35 м), 35N — 23S (длина тела от 7 до 8 мм)[6][7]
- Promysis orientalis Dana, 1852 — литораль (Азия), 34N — 10S (длина тела около 7 мм)[6][8]
  - =Promysis armata Illig, 1930